# Section (théorie des catégories)
Pour les articles homonymes, voir Section.

Ici, g est une section de f, et f est une rétraction de g.

Dans le domaine mathématique de la théorie des catégories, si on a un couple de morphismes {\displaystyle f\colon X\to Y}, {\displaystyle g\colon Y\to X} tel que {\displaystyle f\circ g=\operatorname {id} _{Y}} (le morphisme identité de Y, souvent réalisé par l'application identité sur Y),
on dit que g est une section de f, et que f est une rétraction de g.
{\displaystyle {\begin{array}{c}Y\xrightarrow {\quad g\quad } X\\{}_{1_{Y}}\searrow \quad \swarrow _{f}\\\quad Y\end{array}}}
En d'autres termes, une section est un inverse à droite, et une rétraction est un inverse à gauche (ce sont deux notions duales).
Le concept au sens des catégories de ces notions est particulièrement important en algèbre homologique, et est étroitement lié à la notion de section d'un fibré en topologie.
Toute section est un monomorphisme et toute rétraction est un épimorphisme. Elles sont respectivement appelées split mono et split epi. Même dans le cas de la catégorie des ensembles, il n'y a nullement unicité, par exemple, si f est une surjection mais pas une bijection, on peut construire (en admettant l'axiome du choix) plusieurs sections de f.

## Exemples
- Soit un espace quotient {\displaystyle {\bar {X}}} quotienté par l'application {\displaystyle \pi \colon X\to {\bar {X}}}, une section de {\displaystyle \pi } est appelée une transversale (en).
- Soit {\displaystyle {\mathcal {A}}} et {\displaystyle {\mathcal {B}}} deux catégories et {\displaystyle F} un foncteur covariant de {\displaystyle {\mathcal {A}}} dans {\displaystyle {\mathcal {B}}}. Alors, si {\displaystyle u} est une section (resp. une rétraction) de {\displaystyle v}, la flèche {\displaystyle F(u)} est une section (resp. une rétraction) de {\displaystyle F(v)}[2].